# كارلوس روا
كارلوس روا (بالإسبانية: Carlos Roa)‏ مواليد 15 أغسطس 1969 في سانتا في، هو لاعب كرة قدم أرجنتيني سابق كان يلعب كحارس مرمى. سبق له أن لعب في كأس العالم لكرة القدم مع منتخب بلاده. لعب خلال مسيرته 371 مباراة.

## المسيرة الاحترافية

### أندية لعب لها
- نادي راسينغ
- نادي لانوس
- ريال مايوركا
- نادي ألباسيتي
- أوليمبو

## روابط خارجية
- كارلوس روا على موقع الاتحاد الدولي (مؤرشف)  (الإنجليزية)
- كارلوس روا على موقع قاعدة بيانات كرة القدم.إي يو (الإنجليزية)
- كارلوس روا على موقع ناشيونال فوتبول تيمز (الإنجليزية)